# 铁城亭
铁城亭，位于中国广东省清远市连州市连州镇燕喜山，为连州市的一个市级文物保护单位，类型为古建筑，公布时间为1996年8月。
铁城亭的历史年代为民国。